# Хат (жрець Осіріса)
Хат (*XIII ст. до н. е.) — давньоєгипетський діяч XIX династії, верховний жрець Осіріса в Абідосі за володарювання фараонів Рамсеса I та Сеті I.

## Життєпис
Походив з впливового жрецького роду. Був шварґом верховного жерця Осіріса То. Після смерті останнього в правління фараона Рамсеса I обійняв посаду верховного жерця. До того обіймав посади божественного батька, носія печатки храму Осіріса.
Про його діяльність відомо замало. Входив до колегії верховних жерців при фараоні. Втім зумів зміцнити вплив свого роду серед жрецтва Нижнього Єгипту, насамперед в Абідосі. Тут споруджено стелу, де згадується про родину Хата. після його смерті посаду успадкував син Мері.